# Боскати (Виченца)
Боскати је насеље у Италији у округу Виченца, региону Венето.
Према процени из 2011. у насељу је живело 58 становника. Насеље се налази на надморској висини од 393 м.